# Ніл Фергюсон (епідеміолог)
Ніл Морріс Фергюсон (англ. Neil Morris Ferguson; нар. 1968) — британський математик, який спеціалізується на закономірностях поширення інфекційних хвороб у людей і тварин. Керівник Центр глобального аналізу інфекційних хвороб, професор кафедри математичної біології Імперського коледжу Лондона.
Фергюсон використав математичне моделювання для надання даних про кілька спалахів хвороби, включаючи: спалах ящура у Великій Британії 2001 року, спалах свинячого грипу 2009 року у Великій Британії, спалах коронавірусу на Близькому Сході 2012 року та епідемію еболи у Західній Африці 2016 року. Його робота також включала дослідження захворювань, що передаються комарами.
У лютому 2020 року під час пандемії COVID-19, яку вперше було виявлено в Китаї, Фергюсон та його команда використовували статистичні моделі, щоб підрахувати, що випадки захворювання на коронавірусну хворобу 2019 (COVID-19) у Китаї значно недооцінені.